# Eesti meistrid 1922
Il campionato estone di calcio 1922 fu la 2ª edizione del torneo.
Al torneo parteciparono quattro squadre e il VS Sport Tallinn vinse il titolo, il secondo della sua storia.

## Semifinali
| Data       | Club              | Risultato | Club                     |
| ---------- | ----------------- | --------- | ------------------------ |
| 10 ottobre | VS Sport Tallinn  | 6–1       | Tallinna Jalgpalli Klubi |
| 15 ottobre | ESS Kalev Tallinn | 2–0       | KS Võitleja Narva        |

## Finale
| Data       | Club             | Risultato | Club              |
| ---------- | ---------------- | --------- | ----------------- |
| 29 ottobre | VS Sport Tallinn | 4–2       | ESS Kalev Tallinn |